# سوسن ضيق الورق

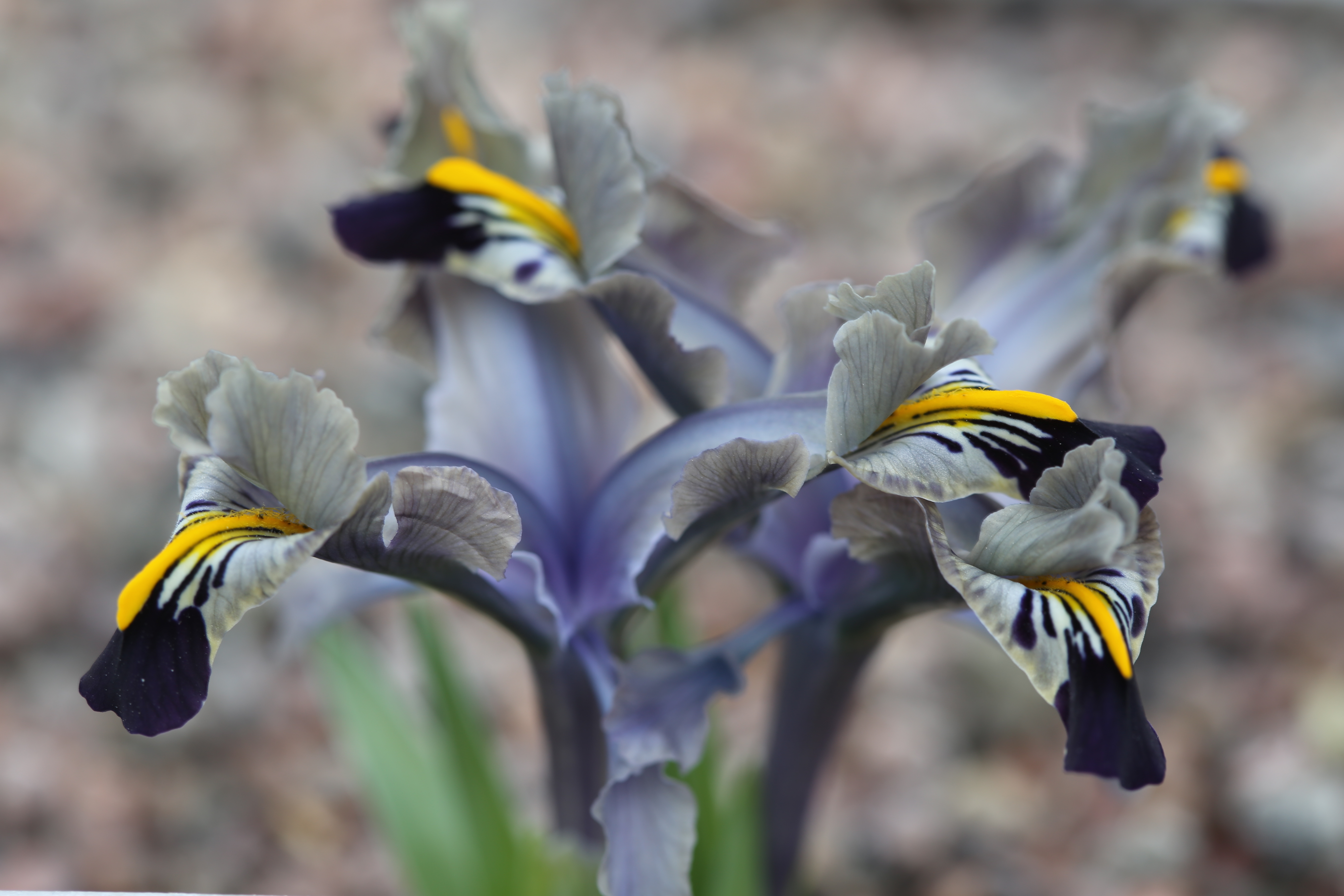

سوسن ضيق الورق هي نوع من النباتات المزهرة في جنس السوسن. إنه معمر بصلي الشكل .